# Si Paris nous était conté
Si Paris nous était conté è un film del 1956 diretto da Sacha Guitry.